# 瓦兹省
瓦兹省（法語：Oise，法語發音：[waz] ⓘ）是法國上法兰西大区所轄的省份。該省編號為60。得名于瓦兹河。法国大革命时，1790年3月4日由行省法兰西岛和皮卡第中的各一部分组成。